# Nowy (Kaliningrad)
Nowy (russisch Новый, deutsch Eichenkrug) ist ein Ort in der russischen Oblast Kaliningrad. Er gehört zur kommunalen Selbstverwaltungseinheit Stadtkreis Gurjewsk im Rajon Gurjewsk.

## Geographische Lage
Nowy liegt zwei Kilometer südöstlich des Stadtzentrums von Gurjewsk (Neuhausen) und grenzt unmittelbar an die Rajonshauptstadt. Es bestehen Straßenverbindungen nach Gurjewsk sowie zur Regionalstraße 27A-024 (ex A190) beim – inzwischen untergegangenen – Ort Mandeln. Eine Bahnanbindung gibt es über Gurjewsk an der Bahnstrecke Kaliningrad–Sowetsk (Königsberg–Tilsit).

## Geschichte
Der Eichenkrug, eine Gastwirtschaft, war ursprünglich die Hausmühle der Ordensburg Neuhausen.
1945 kam der Krug mit dem nördlichen Ostpreußen zur Sowjetunion. Im zweisprachigen Ortsverzeichnis der Oblast Kaliningrad von 1976 wurde für Eichenkrug die russische Bezeichnung Nowy angegeben. Spätestens seit 1975 gehörte Nowy zum Dorfsowjet Kutusowski selski Sowet. Von 2008 bis 2013 gehörte der Ort zur Landgemeinde Kutusowskoje selskoje posselenije und seither zum Stadtkreis Gurjewsk.